# Iván López Mendoza
Iván López Mendoza (Valencia, 23 augustus 1993) is een Spaans voetballer die doorgaans als rechtsback speelt. Hij stroomde in 2011 door vanuit de jeugd van Levante.

## Clubcarrière
Iván Lopez speelde in de jeugd bij Levante. Op 13 december 2011 debuteerde hij in het eerste elftal, in de Copa del Rey tegen Deportivo La Coruña. Tijdens het seizoen 2013/14 werd de vleugelverdediger uitgeleend aan Girona. In dienst van de Catalaanse club kwam hij tot een totaal van 29 wedstrijden in de Segunda División. In 2014 keerde hij terug bij Levante. Op 30 augustus 2014 debuteerde Iván Lopez hiervoor in de Primera División, tegen Athletic Bilbao.

## Interlandcarrière
Iván López speelde drie interlands voor Spanje –19 en vier interlands voor Spanje –20.